# Rudolph Otto von Budritzki
Rudolph Otto von Budritzki (17 tháng 10 năm 1812 tại Berlin – 15 tháng 2 năm 1876 tại Berlin) là một tướng lĩnh quân đội Phổ, đã từng tham gia trong cuộc Chiến tranh Schleswig lần thứ nhất (1848), Chiến tranh Schleswig lần thứ hai (1864) và Chiến tranh Áo-Phổ (1866. Trong cuộc Chiến tranh Pháp-Đức (1870 – 1871), ông được bổ nhiệm làm tư lệnh của Sư đoàn Bộ binh Cận vệ số 2. Ông được ca ngợi vì lòng dũng cảm của mình trong trận Le Bourget lần thứ nhất, khi ông tiến hành một cuộc phản công thắng lợi, đẩy lùi một cuộc phá vây của quân đội Pháp từ Paris đang bị vây hãm.

## Cuộc đời sự nghiệp
Ông sinh ra vào ngày 17 tháng 10 năm 1812 tại Berlin, trong một gia đình sĩ quan Phổ. Sau khi tham gia trong đội thiếu sinh quân tại Potsdam và Berlin, vào ngày 13 tháng 8 năm 1830, ông gia nhập Trung đoàn Phóng lựu Cận vệ "Hoàng đế Alexander" số 1. Đến năm 1840, ông được bổ nhiệm làm phụ tá cấp tiểu đoàn và vào năm 1844 ông làm Trưởng phụ tá (Premieradjutant). Trong phong trào cách mạng năm 1848, với quân hàm đại úy, ông giữ chức vụ sĩ quan phụ tá của Tiểu đoàn Bắn súng hỏa mai và tham gia trong giao chiến tại Berlin. Về sau, cũng trong năm đó, ông tham gia trong cuộc Chiến tranh Schleswig lần thứ nhất. Ông đã tham chiến trong trận Schleswig vào ngày 23 tháng 4 năm 1848. Vào năm 1849, ông được bổ nhiệm làm chỉ huy trưởng một đại đội và đã thể hiện lòng dũng cảm của mình trong cuộc giao chiến trên đường phố tại Dresden.
Vào tháng 5 năm 1856, ông được lên quân hàm Thiếu tá, và vào năm 1860 ông được thăng cấp Thượng tá. Sang năm sau, ông được bổ nhiệm làm Tư lệnh của Trung đoàn Công quốc Sachsen-Coburg-Gotha. Vào năm 1864, ông trở lại Quân đoàn Vệ binh với chức vụ Tư lệnh Trung đoàn Phóng lựu Cận vệ Vương hậu Augusta số 4. Ông đã tham gia cuộc chiến tranh chống Đan Mạch, trong đó ông cùng với Trung đoàn Cận vệ của ông đã gây nên sự chú ý đặc biệt của vua Wilhelm và đặc biệt là Vương hậu Augusta. Trung đoàn của ông không tham chiến nhiều trong cuộc chiến tranh này.
Vào năm 1865, ông được bổ nhiệm làm Tư lệnh của Trung đoàn Phóng lựu Cận vệ "Hoàng đế Alexander" số 1, và từ đây ông khởi đầu sự nghiệp. Trong cuộc Chiến tranh Bảy tuần năm 1866, Budritzki, giờ đây mang quân hàm Thiếu tướng, đã được giao quyền chỉ huy Lữ đoàn Bộ binh Cận vệ số 3 và đã tham gia chiến đấu trong trận Königgrätz vào ngày 3 tháng 7 năm 1866.

## Chiến tranh Pháp-Đức (1870 - 1871)
Trong cuộc Chiến tranh Pháp-Đức (1870 – 1871), ông được bổ nhiệm làm Tư lệnh của Sư đoàn Bộ binh Cận vệ số 2, với cấp bậc Trung tướng. Trên cương vị chỉ huy sư đoàn này, ông đã tham chiến trong trận Gravelotte và gặt hái thắng lợi tại Sedan, trước khi Quân đoàn Vệ binh được thuyên chuyển đến Paris. Tại đây, ông đã phát động cuộc phản công thắng lợi vào ngày 30 tháng 10 năm 1870 trong trận Le Bourget lần thứ nhất. Buổi sáng hôm đó, với bảy tiểu đoàn Cận vệ, Budritzki đã tập kích quân Pháp, và một cuộc giao tranh đẫm máu bùng nổ. Quân Phổ chiến đấu dũng mãnh, nhưng vấp phải sự kháng cự quyết liệt của quân Pháp. Trong thời khắc nảy lửa nhất của trận chiến, khi mà người Phổ có nguy cơ bị đánh bại, tướng Budritzki phi ngựa về phía trước Trung đoàn Vương hậu Elisabeth vốn đang tiến bước, và nhảy xuống ngựa, giành lấy cờ hiệu của trung đoàn này để đốc thúc những người lính ném lựu đạn của trung đoàn ồ ạt xung phong. Xung quanh ông, Đại tá von Zaluskowski, Tư lệnh của Trung đoàn Elisabeth, và Bá tước Waldersee, người chỉ mới tái nhập ngũ vài ngày trước đó sau khi vết thương của mình ở Gravelotte được chữa trị, lần lượt tử trận. Những tổn thất này gây cho người Đức phẫn nộ và họ tấn công hết sức ác liệt, quét sạch quân Pháp ra khỏi làng Le Bourget. Các lực lượng của Pháp chịu thiệt hại nặng nề trong trận chiến này. Cảnh vị tướng Phổ phất ngọn hiệu kỳ của Trung đoàn Elisabeth đã được thể hiện trong một số bức tranh và bưu thiếp.
Mặc dù báo chí hết lời ca ngợi chiến công của tướng Budritzki, ông không được giao một chức vụ chỉ huy độc lập nào sau chiến thắng của mình tại Bourget. Điều đó cho thấy rằng chủ nghĩa anh hùng không đủ để được tín nhiệm với một chức chỉ huy quân đoàn ở Phổ. Bên cạnh đó, chiến công của Budritzki tại Le Bourget đã khiến cho ông được phong tặng Huân chương Quân công của Phổ vào ngày 1 tháng 11 năm 1870.
Sau khi cuộc chiến chấm dứt, vào năm 1871, Budritzki là thành viên của một ủy ban có vai trò cố vấn về quân luật cho Đế quốc Đức. Vào năm 1875, do vấn đề sức khỏe, ông nghỉ hưu và nhân dịp này ông được lên quân hàm Thượng tướng Bộ binh. Không lâu sau đó, ông từ trần vào ngày 15 tháng 2 năm 1876 ở kinh đô Berlin.